# NTFS-3G
NTFS-3G es un controlador estable de NTFS para Linux, Mac OS X, FreeBSD, BeOS y Haiku con licencia GNU GPL y de código abierto, proveyéndoles un soporte completo de lectura y escritura en dicho sistema de archivos. Al contrario que el driver NTFS incluido en el núcleo Linux, tiene muy pocas limitaciones en cuanto a la escritura de archivos: permite crear, renombrar, mover o borrar ficheros de cualquier tamaño en particiones NTFS, con la excepción de ficheros cifrados.
NTFS-3G todavía no puede modificar ACLs ni permisos.
A partir de la versión 2.6 del núcleo Linux, NTFS-3G monta las particiones NTFS usando el módulo de espacio de usuario "FUSE".
La versión 1.0 (primera estable) fue lanzada el 21 de febrero del 2007. el 8 de agosto de 2021 fue lanzada la versión 2021.8.22 última versión estable.